# Bauhinia integerrima
Bauhinia integerrima är en ärtväxtart som beskrevs av George Bentham. Bauhinia integerrima ingår i släktet Bauhinia och familjen ärtväxter. Inga underarter finns listade i Catalogue of Life.